# Aphaereta colei
Aphaereta colei är en stekelart som beskrevs av Marsh 1969. Aphaereta colei ingår i släktet Aphaereta och familjen bracksteklar. Inga underarter finns listade i Catalogue of Life.